# Filippo Marini
Filippo Marini (Messina, 1906 – Zallalò, 4 ottobre 1936) è stato un militare italiano, insignito della medaglia d'oro al valor militare alla memoria nel corso delle grandi operazioni di polizia coloniale in Africa Orientale Italiana.

## Biografia
Nacque a Messina nel 1906, figlio di Ludovico e Monica Savignani. 
Arruolatosi nel Regio Esercito a novembre del 1927, come allievo sottufficiale nel 2º Reggimento "Granatieri di Sardegna", a maggio del 1928 fu ammesso, con il grado di caporale maggiore, a frequentare la Scuola allievi ufficiali di complemento di Spoleto, conseguendo la nomina a sottotenente il 1º aprile 1929, assegnato al 2º Reggimento "Granatieri di Sardegna". Posto in congedo a settembre del 1930, l'anno successivo venne richiamato in servizio attivo e posto a disposizione del Ministero delle colonie per essere trasferito nel Regio corpo truppe coloniali della Cirenaica. Sbarcato a Bengasi il 1º agosto 1930, raggiunse il XVI Battaglione eritreo con il quale partecipò alle operazioni di grande polizia coloniale, guadagnandosi due encomi solenni. Rientrato in patria a ottobre del 1933 perché fu ammesso a frequentare la Regia Accademia Militare di fanteria e Cavalleria di Modena, conseguì la nomina a sottotenente in servizio permanente effettivo dal 1º ottobre 1934, assegnato all'arma di fanteria. Nel 1935, con l'approssimarsi delle ostilità contro l'Impero d'Etiopia, fu trasferito al Regio corpo truppe coloniali della Somalia italiana. Sbarcato a Mogadiscio nel mese di aprile, fu assegnato al I Battaglione del 2º Raggruppamento arabo-somalo. Prese parte alle operazioni belliche della guerra d'Etiopia e fu decorato con una medaglia di bronzo e una croce di guerra al valor militare. Cadde in combattimento il 4 ottobre 1936 a Zallalò, nel corso delle grandi operazioni di polizia coloniale, e fu insignito della medaglia d'oro al valor militare alla memoria.

### Fonti
1. 1 2 3 4 5  Combattenti Liberazione.
2. 1 2 3  Gruppo Medaglie d'Oro al Valor Militare 1965, p. 198.
3. ↑   Medaglia d'oro al valor militare Marini, Filippo, su Quirinale. URL consultato l'11 luglio 2021.